# HD 138204
HD 138204，又名CD-3810425，SAO 206736、HR 5751，是一颗恒星，视星等为6.25，位于銀經334.26，銀緯14.29，其B1900.0坐标为赤經15h 25m 33.4s，赤緯-38° 14.29′ 46″。